# ジョン・フォガティ
ジョン・キャメロン・フォガティ（John Cameron Fogerty、1945年5月28日 - ）は、アメリカ合衆国のミュージシャン。1968年にロックバンド、クリーデンス・クリアウォーター・リバイバルのフロントマンとしてデビュー。1973年からソロミュージシャンとして活動。
「ローリング・ストーンの歴史上最も偉大な100人のシンガー」において第72位、「ローリング・ストーンの歴史上最も偉大な100人のギタリスト」において2003年に第40位。

## 来歴

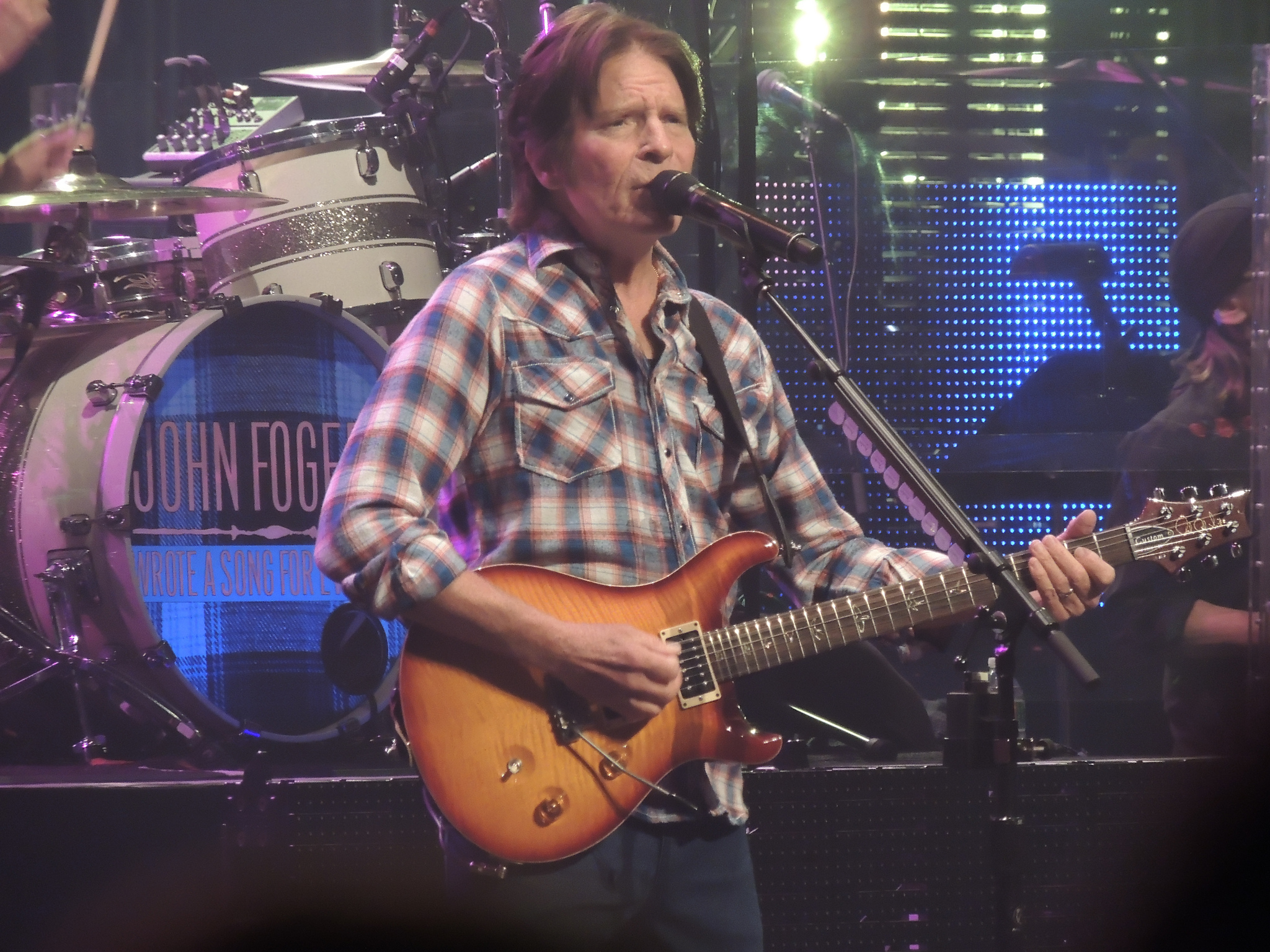
ジョン・フォガティ（2013年）

カリフォルニア州バークレーに生まれ、10代から同州コントラコスタ郡エルサリートで育つ。父親はライノタイプの操作者であった。自伝によれば、父親も母親もアルコール依存症で、それがために離婚した。幼いころよりブルースを聴き、ベンチャーズの影響を受けギターを弾き始める。カリフォルニアに住みながら、黒人が多い南部の音楽の影響を受けたことが音楽のルーツとなる。
バークレーのSaint Mary's College High Schoolに入学し、エルサリートのEl Cerrito High Schoolに転校した。同校で同級生のステュ・クック、ダグ・クリフォードとバンド「ザ・ブルー・ベルベッツ」を結成。後に兄のトムが加入。
1966年には、当時の徴兵制に伴いアメリカ軍に入隊。2年に亘る訓練を受け、1968年に除隊している。
1967年、ザ・ブルー・ベルベッツはジャズ系レーベル会社のファンタジー・レコードと契約を結び、バンド名を「ゴリウォッグス」を経て「クリーデンス・クリアウォーター・リバイバル」（以下CCR）に変える。フォガティはほぼ全ての楽曲の作詞作曲、リードシンガー、リードギタリストを務め、そのワンマンスタイルがバンド内に軋轢を生み、1971年1月にトムが脱退。最後のアルバムとなる『Mardi Gras』ではメンバーそれぞれが作詞作曲、ボーカルを分け合う民主的なスタイルがとられるが以前の勢いがみられず、1972年10月にCCRは解散。
フォガティはソロとして音楽活動を開始し、バンドを装った一人多重録音の「ソロCCR」とも言うべき活動を続ける。1973年にファンタジー・レコードから、ソロ初のアルバム『ザ・ブルー・リッジ・レンジャーズ』、翌々1975年にアルバム『ジョン・フォガティ』を発表するが、同時にファンタジー・レコードの元マネージャーで社長でもあるソウル・ゼインツとの金銭面と著作権による契約問題で訴訟を起こすなど、好きな歌が歌えなくなったため、心身ともに疲労を重ねて音楽活動を事実上休止していた時期もあった。
しかし親交があったボブ・ディランらの支えもあり、1985年に移籍したワーナー・ミュージックからアルバム『センターフィールド』を発表してビルボードの1位を獲得。翌1986年にもアルバム『アイ・オブ・ザ・ゾンビ』を発表したが、前作のようにヒットしなかった。そしてソウル・ゼインツから、『センターフィールド』の収録曲「オールド・マン・ダウン・ザ・ロード」がCCR時代の「ジャングルを越えて」に酷似していて著作権に抵触すると指摘された。ゼインツはさらに追い打ちをかけるかのように、同アルバムの収録曲の「ミスター・グリード」や「ヴァンズ・カント・ダンツ」も自分達経営者を揶揄する曲であるという訴訟を起こした。フォガティはショックを受けて再び音楽活動から離れた。
1997年にミシシッピのデルタ地帯を旅した経験を基に制作された、ユニバーサル・ミュージックからのアルバム『ブルー・ムーン・スワンプ』は第40回グラミー賞 最優秀ロック・アルバム賞を受賞した。1998年にハリウッド・ウォーク・オブ・フェームの星を獲得。
2003年に「ザ・ブルース・ムービー・プロジェクト」を締めくくるコンサートに客演するなど、やや消極的であるものの健在ぶりをアピールしていた。2005年にはソングライターの殿堂入りを果たした。
2007年に訴訟問題が解決し、ソウル・ゼインツらと和解した。古巣のファンタジー・レコードからアルバム『リバイバル』を発表。
2009年にユニバーサル・ミュージックからアルバム『ブルー・リッジ・レンジャーズ・ライズ・アゲイン』を発表。2010年にフジロックフェスティバルの出演のため、1972年のCCR日本公演以来38年ぶりに日本の土を踏んだ。
2013年にアルバム『ロート・ア・ソング・フォー・エブリワン』を発表し、CCR時代の曲を様々なゲスト・ミュージシャンと共に再演している。同年4月に新設のヤンキースタジアムのオープニングセレモニーで「センターフィールド」を歌った。
2015年、自伝を出版。
2020年、新型コロナウイルスの流行により各国で外出禁止の措置がなされる中、フォガティは3月24日から自宅で撮影したライブを精力的に配信。家にとどまることと手を洗うことを訴えた。「雨を見たかい」「バッド・ムーン・ライジング」「光りある限り」「ルッキン・アウト・マイ・バック・ドア」「ダウン・オン・ザ・コーナー」「フール・ストップ・ザ・レイン」「フォーチュネイト・サン」などをこれまでに演奏した。

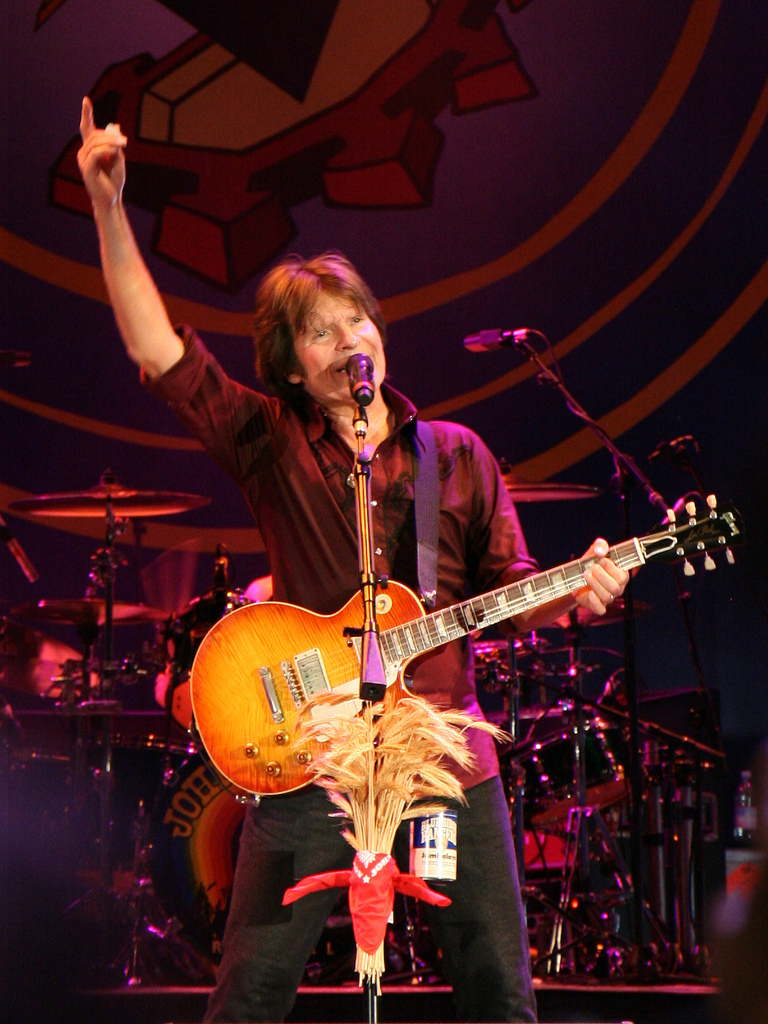
ジョン・フォガティ（2009年）

## ディスコグラフィ

### ソロ
- The Blue Ridge Rangers (1973年)
- John Fogerty (1975年)
- Centerfield (1985年)
- Eye of the Zombie (1986年)
- Blue Moon Swamp (1997年)
- Premonition (1998年, ライブ)
- Deja Vu (All Over Again) (2004年)
- The Long Road Home - In Concert (2006年, ライブ)
- Revival (2007年)
- The Blue Ridge Rangers ~Rides Again~ (2009年)
- Wrote A Song For Everyone (2013年)

## 著書
- Fogerty, John (2015). Fortunate Son: My Life, My Music. Little, Brown and Company. ISBN 978-0316244572